# Giovanni Soranzo

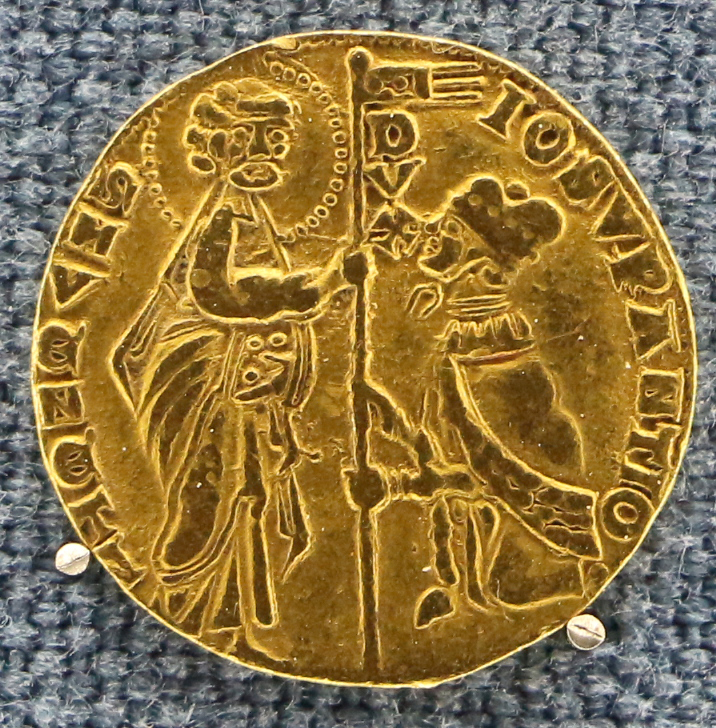
Unter „Io Svrantio Dvx“ geprägter Dukaten mit der seit Einführung der Goldmünzen in Venedig im Jahr 1284 üblichen Darstellung des Dogen, kniend vor dem Evangelisten Markus, der ihm das Vexillum Venedigs überreicht

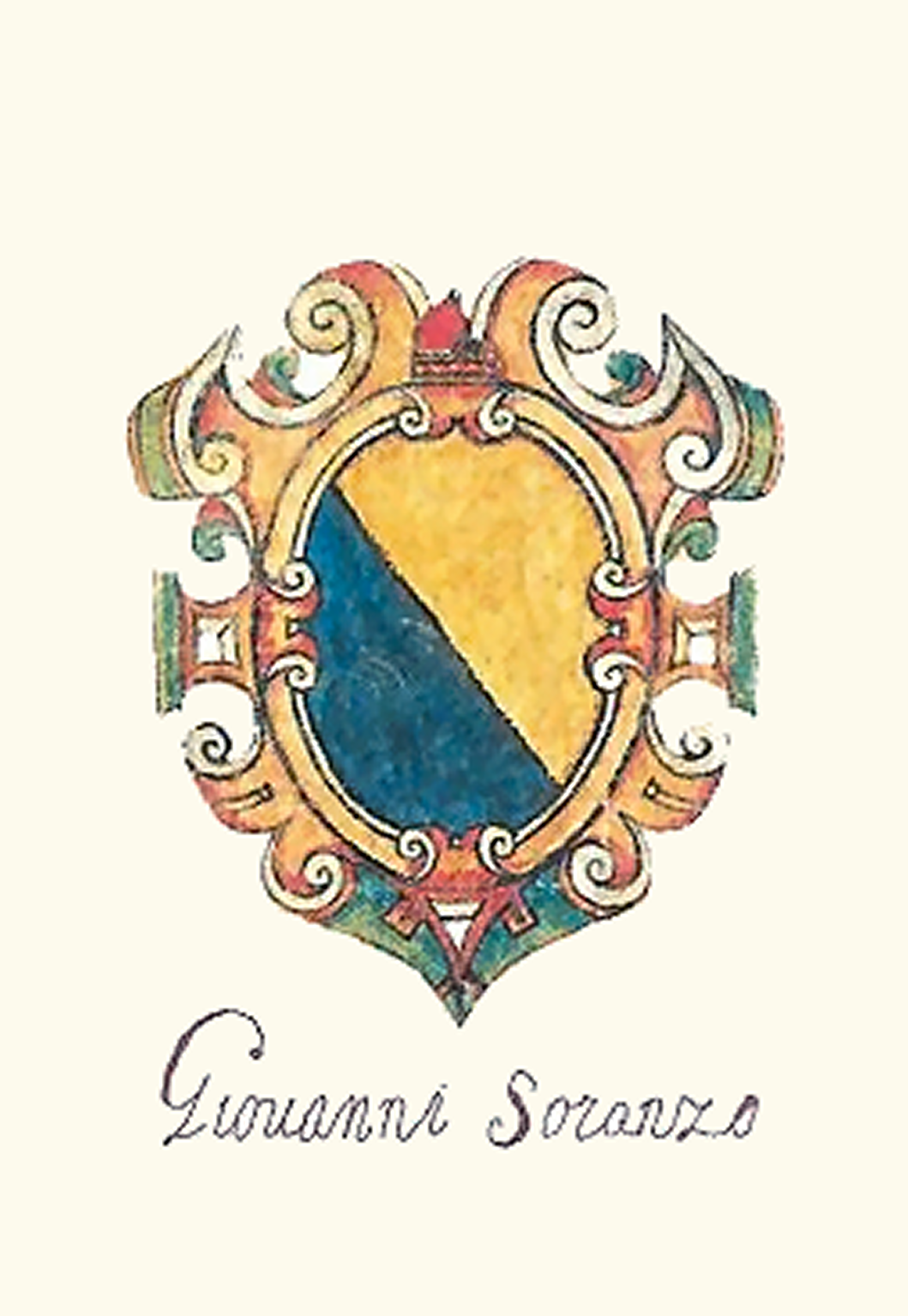
Wappen Giovanni Soranzos nach den Vorstellungen des 17. Jahrhunderts

Giovanni Soranzo, auch Johannes Surantio (* um 1245 in Venedig; † 31. Dezember 1328 ebenda), war, folgt man der staatlich gesteuerten Geschichtsschreibung der Republik Venedig, ihr 51. Doge. Seine vergleichsweise lange Regierungszeit von mehr als 16 Jahren reichte vom 13. Juli 1312 bis zu seinem Tod.
Soranzo, der von 1261 bis 1281 zusammen mit seinem Bruder sein Vermögen auf Kreta machte, der wichtigsten venezianischen Kolonie, verdankte seinen Aufstieg einer Reihe von Ämtern in Italien, Dalmatien und auf Istrien ebenso, wie militärischen Aktivitäten an vorderster Front. Bei diesen kämpfte er gegen die verfeindeten Genuesen genauso, wie gegen den Kirchenstaat, er eroberte als Befehlshaber einer Flotte Negroponte (Euböa) zurück, und als Gesandter war er bis nach Sizilien und Ägypten tätig.
Trotz dieser umfassenden Kämpfe war seine Amtszeit als Doge für die Republik eine Zeit des Friedens und des wirtschaftlichen Aufschwungs. Nur Zara, das heutige Zadar, wurde durch eine Belagerung unterworfen, wie er insgesamt gegenüber Dalmatien eine verstärkte Annexionspolitik führte. Die Intensivierung des Handels wurde durch eine Reihe von Verträgen mit auswärtigen Mächten gesichert, die die Schifffahrtsrouten besser schützen sollten. Diese Routen wurden nunmehr durch Schiffskonvois (mude) regelmäßig bis nach Flandern und England befahren.
Innenpolitisch musste er, zumal eine seiner Töchter und sein Schwiegersohn in die Baiamonte-Tiepolo-Verschwörung von 1310 verwickelt waren, den seither vorherrschenden, rücksichtslosen Strafverfolgungskurs beibehalten. Auch die Abgrenzung des Adels oder Patriziats (nobilitas) gegen Neuaufsteiger wurde nicht wieder aufgegeben, sondern im Gegenteil verstärkt und zunehmend mit öffentlichen Ritualen umgeben, wie etwa bei der Balla d’oro, dem feierlichen Einzug von Neulingen in die Versammlung der erwachsenen Männer der führenden Familien, den Großen Rat.

## Familie
Die Familie Soranzo, von denen einige Genealogen behaupteten, sie stamme ursprünglich aus Burano, und auch Giovanni Soranzo sei dort 1240 geboren worden, gehörte zu den ältesten aristokratischen Familien Venedigs. Giovanni Soranzo blieb zwar der einzige Doge aus der Familie, doch ging eine Reihe von Prokuratoren aus ihr hervor. Einer von ihnen war Antonio Soranzo, der Vater Giovannis. Der Zweig der großen Familie Soranzo, dem Giovanni angehörte, lebte wahrscheinlich in der Gemeinde Sant’Anzolo im Sestiere San Marco.

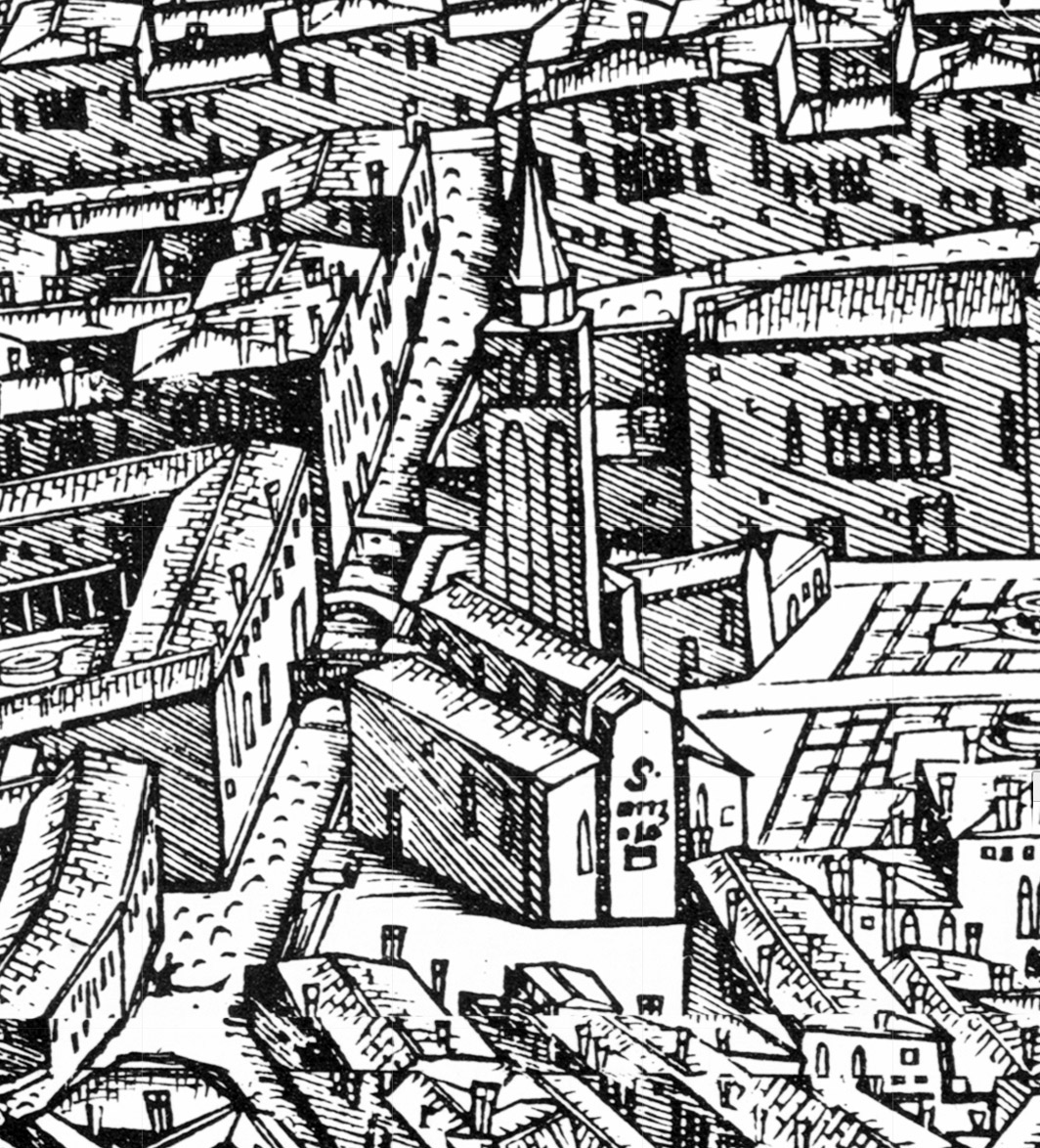
Die Kirche Sant’Anzolo im Plan des Jacopo de’ Barbari vom Ende des 15. Jahrhunderts (Detail)

Soranzo war mit Francesca da Molin verheiratet, mit der er drei Söhne und drei Töchter hatte (einige von ihnen waren möglicherweise Kinder einer namentlich nicht überlieferten Frau). Die Söhne waren Marino, der eine Caterina heiratete, deren Familienname nicht überliefert ist, dann Nicolò, der schon vor dem Vater starb und in San Zanipolo beigesetzt wurde, sowie der nach dem Großvater benannte Antonio, genannt „Belello“. Soranza war mit Niccolò Querini verheiratet, einem der Verschwörer von 1310, und sie floh mit ihm nach Griechenland – am Ende verbrachte sie ihre Tage in einer Art Klosterhaft. Die zwei anderen Töchter verbrachten ihr Leben gleichfalls im Kloster. Diese beiden waren, neben der genannten Soranza, eine Elena, Nonne in San Giovanni Evangelista auf Torcello, und Fontana, Schwester im Franziskanerkonvent S. Maria.

## Leben
Zwar nennt eine ganze Reihe von Dokumenten den Namen Giovanni Soranzo, doch ist häufig nicht sicher, ob der spätere Doge gemeint war. Der Name Johannes, bzw. Giovanni erfreute sich größter Beliebtheit, auch in dieser Großfamilie mit ihren Verzweigungen.

### Erste Geschäfte (1257), Kreta (bis 1281), Großer Rat
Der 17-jährige Giovanni Soranzo erhielt von einem Pietro Trevisan eine Geldsumme, um damit Geschäfte zu betreiben, welcher Art er auch immer bevorzugen würde. Er und sein Bruder Marino residierten von 1261 bis 1281 in Candia, der Hauptstadt des venezianischen Kreta. 1281 verkauften die Brüder ihren dortigen immobilen Besitz einschließlich ihrer Weingärten in einem Dokument, das zugleich letztmals die Anwesenheit Giovanni Soranzos auf der Insel erweist. Als Angehöriger des Großen Rates wird er 1264, 1266 bis 1268, dann 1270 und 1275, erneut 1281 und schließlich 1295 genannt.

### Podestà auf Istrien (1284), Rückeroberung von Negroponte (1285), Flottenführer (ab 1294) gegen Genuesen
1284 war Giovanni Soranzo Podestà von Parenzo auf Istrien. Vom lokalen Bischof wurde er exkommuniziert, denn dieser war ein Anhänger des Patriarchen von Aquileia und Feind Venedigs.
Nachdem er Kreta verlassen hatte, kämpfte Soranzo gegen die byzantinischen Expansionsbemühungen. Dabei gelang ihm 1285 die Rückeroberung von Negroponte, wo sein Bruder Marino von 1287 bis 1289 als Bailò fungierte.

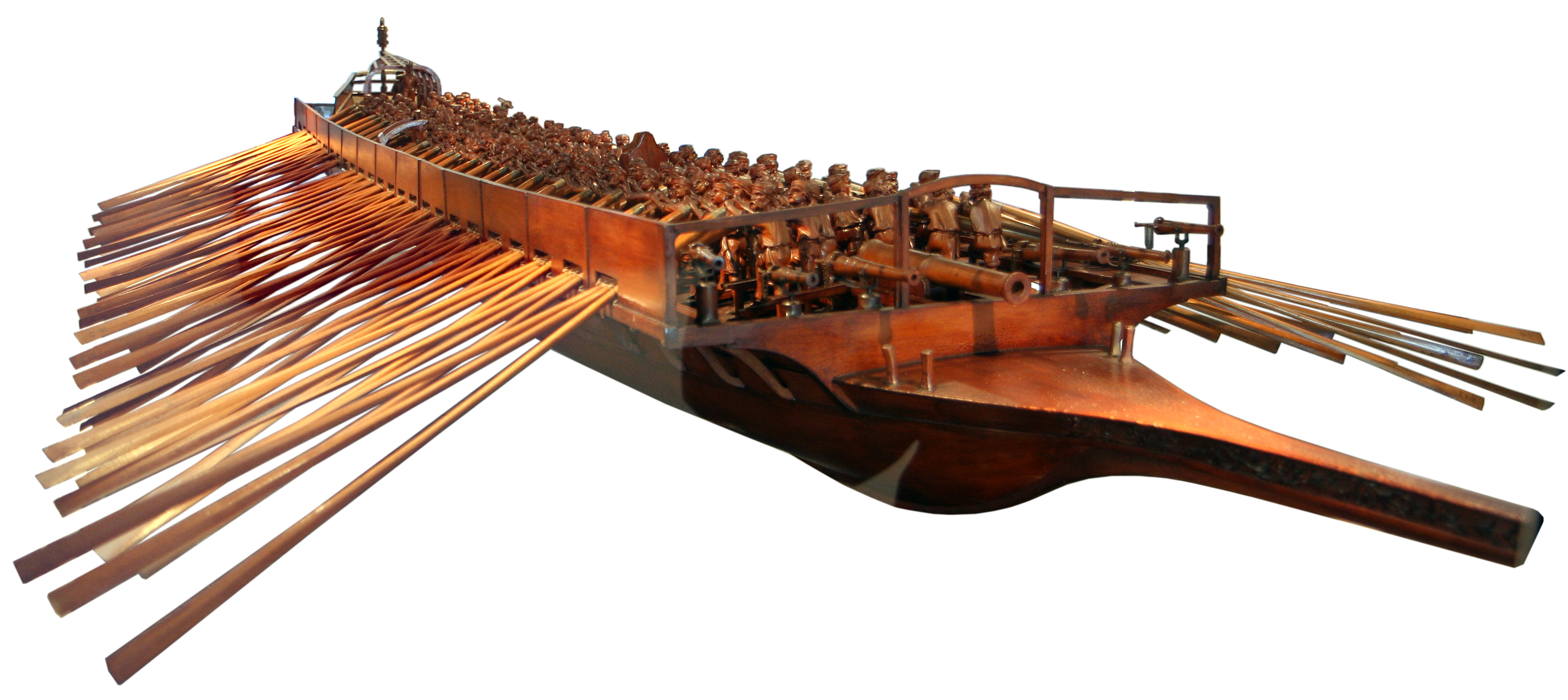
Modell einer Kriegsaleere mit einem Mann pro Ruder, wie sie im Jahr 2001 vor San Marco in Bocca Lama ausgegraben wurde; sie stammt aus der Zeit um 1300 und repräsentiert einen Schiffstyp, der vom späten 13. Jahrhundert bis Mitte des 14. Jahrhunderts in Gebrauch war.

Bis 1294 finanzierte er drei Kriegsgaleeren, die er in den Dienst der Republik Venedig stellte. Im 1296 abermals aufflammenden Krieg gegen Genua beherrschte er gemeinsam mit Menego Schiavo und seinen 25 Galeeren die Ägäis. Mit dieser Flotte segelten sie 1297, nachdem sie am Bosporus eine genuesische Galeere geentert hatten, ins Schwarze Meer, um das genuesische Kaffa auf der Krim zu erobern. Zwar gelang die Eroberung nicht, aber es gelang den beiden, einige genuesische Schiffe zu zerstören. Von dort kehrte die Flotte nach Negroponte zurück, wo Andrea Dandolo, der Sohn des Dogen Giovanni Dandolo, das Kommando übernahm. Soranzo wurde in Venedig als Kriegsheld ehrenhaft empfangen.

### Aufstieg innerhalb Venedigs und auf Istrien, Gesandter auf Sizilien (1300) und in Ägypten (1304)
Bereits unmittelbar nach der Wahl des Pietro Gradenigo zum Dogen gehörte er dessen engstem Beratungsgremium an, dem Kleinen Rat. 1294 war er Podestà von Chioggia, dann Ende des Jahrhunderts von Isola d’Istria., Podestà von Pola im Jahr 1299.
Zusammen mit Andrea Sanudo war er im Jahr 1300 als Gesandter bei Friedrich III. von Sizilien. Danach wurde er zum Conte (Grafen) von Zara in den Jahren 1301 bis 1303 und erneut von 1305 bis 1307. 1304 war er Gesandter am ägyptischen Hof.

### Ferrarakrieg (1307–1309), Exkommunikation Venedigs, Niederlage (1309), Prokurator
Soranzo war nicht nur Flottenführer, sondern auch Feldherr im Krieg um Ferrara und gegen die Paduaner. Zunächst war er 1307 als Gesandter bei Azzo VIII. d’Este, um ihm venezianische Unterstützung gegen seine Feinde anzubieten. 1308 eroberte Venedig die Stadt Ferrara, Soranzo wurde dort von November 1308 bis März 1309 Podestà. Dafür verhängte Papst Clemens V. das Interdikt und exkommunizierte Venedig am 27. März 1309. Venedig musste den päpstlichen Truppen weichen, und Soranzo, der als Flottenführer den Unterlauf des Po verteidigen sollte, erlitt gleichfalls eine Niederlage.

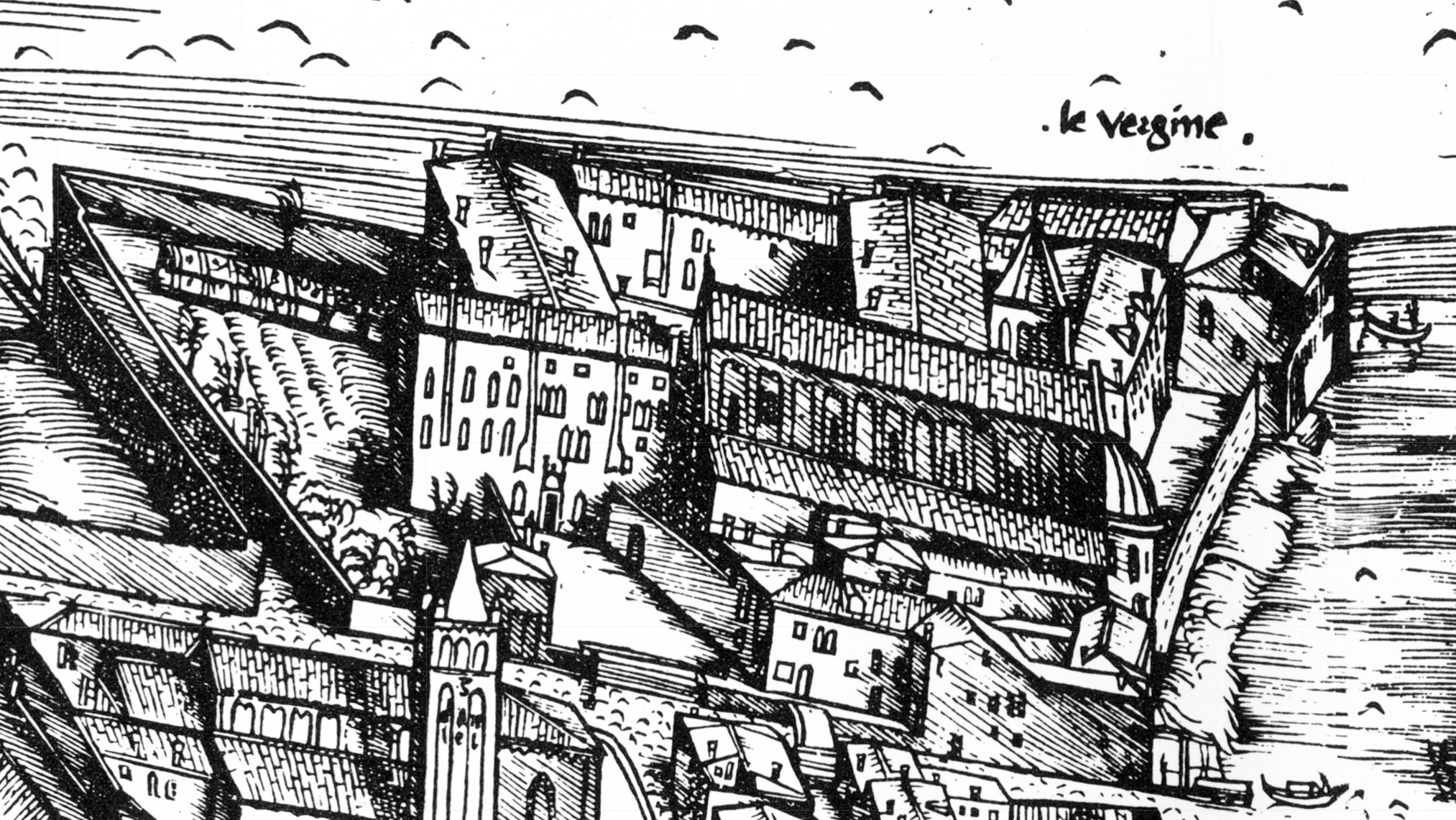
Das Kloster Santa Maria delle Vergini im Plan von Venedig, den Jacopo de’ Barbari Ende des 15. Jahrhunderts anfertigte. Es lag hinter dem Arsenal am Ostrand der Stadt.

Trotz dieses Misserfolgs wurde er zum Prokuratoren von San Marco gewählt. Damit kam er in die nähere Auswahl der Kandidaten für das Dogenamt. Soranzo unterstützte den Dogen Pietro Gradenigo bei der Unterdrückung der Unruhen in Venedig in der Folge der Schließung des Großen Rates seit 1296.
Als der Doge starb, wählte man Marino Zorzi, der jedoch nur wenig mehr als zehn Monate im Amt blieb. Er starb bereits am 3. Juli 1312.

### Das Dogenamt

#### Außenpolitik: Aussöhnung mit Rom, Niederschlagung Zaras (1313), Gegner eines neuen Kreuzzugs
Soranzo wurde am 13. Juli 1312 im Alter von 67 Jahren zum Dogen gewählt, wie Gian Giacomo Caroldo vermerkt.
Während seiner Regierungszeit kam es zu einer Aufhebung des Interdikts von 1308 durch Papst Clemens V., um die sich seine Vorgänger bis dahin vergeblich bemüht hatten. Francesco Dandolo, der spätere Doge, führte in Avignon die komplizierten Verhandlungen. Am 17. Februar beendete der Papst mit der Bulle Decet sedis den bisherigen Zustand, jedoch zu für Venedig schweren Bedingungen.
Der Aufstand in Zara in Dalmatien, der schon unter Gradenigo begonnen hatte, kam durch eine rigorose Belagerung zu einem Ende. Die Gesandten der Stadt mussten im September 1313 einen Unterwerfungsvertrag anerkennen.

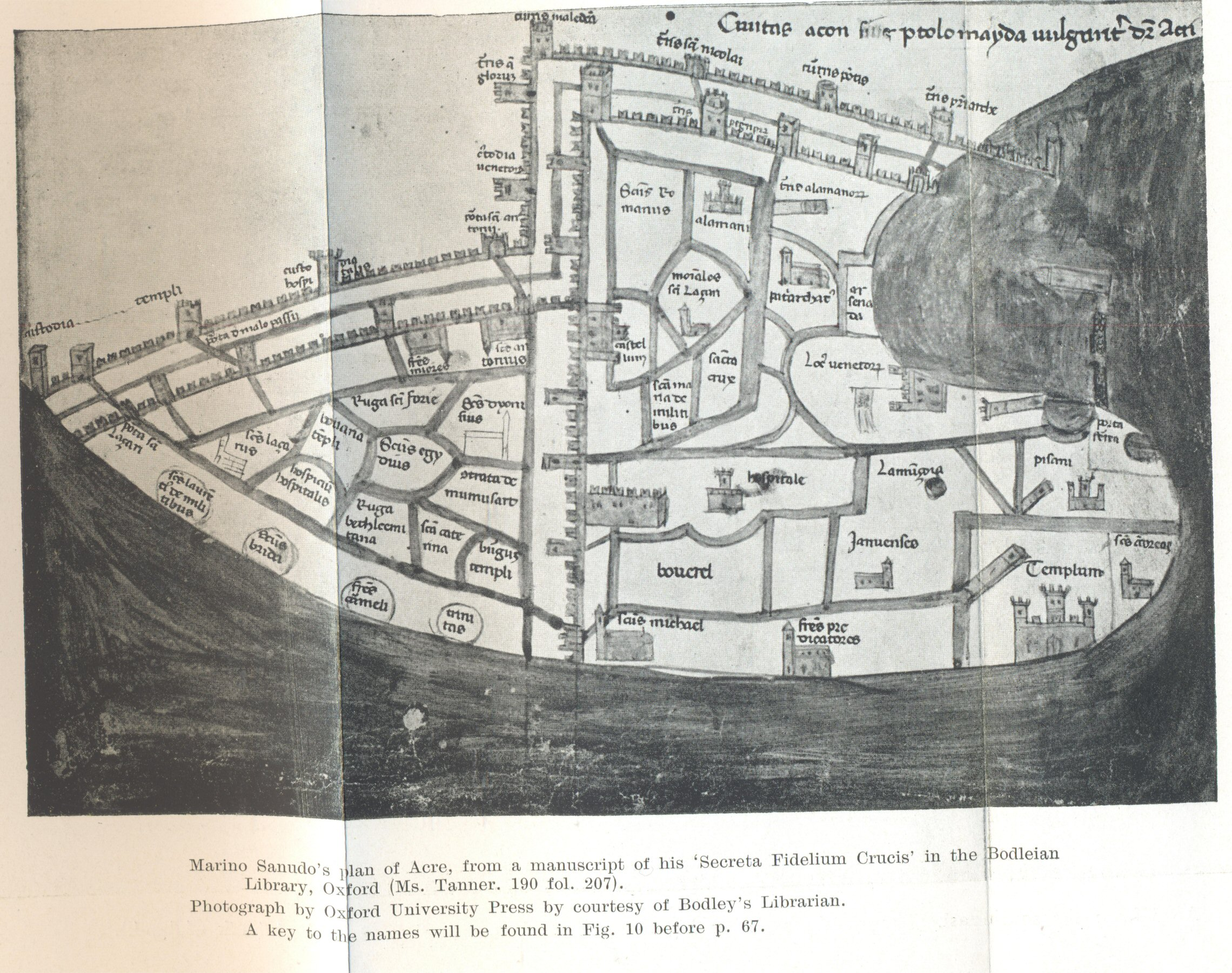
Plan von Akkon aus der Feder Marino Sanudos des Älteren, um 1320

Ansonsten versuchte der Doge möglichst mit Mitteln der Diplomatie, weniger des Krieges, in Konflikten zu bestehen. So widerstrebte ihm der Ruf nach einem Kreuzzug zur Befreiung des Heiligen Landes, wie ihn Marino Sanudo in seinem Liber secretorum fidelium Crucis propagierte, das zwischen 1321 und 1323 entstand.

#### Förderung des Handels bis nach England und ins Schwarze Meer, Verträge in Oberitalien, Dalmatien

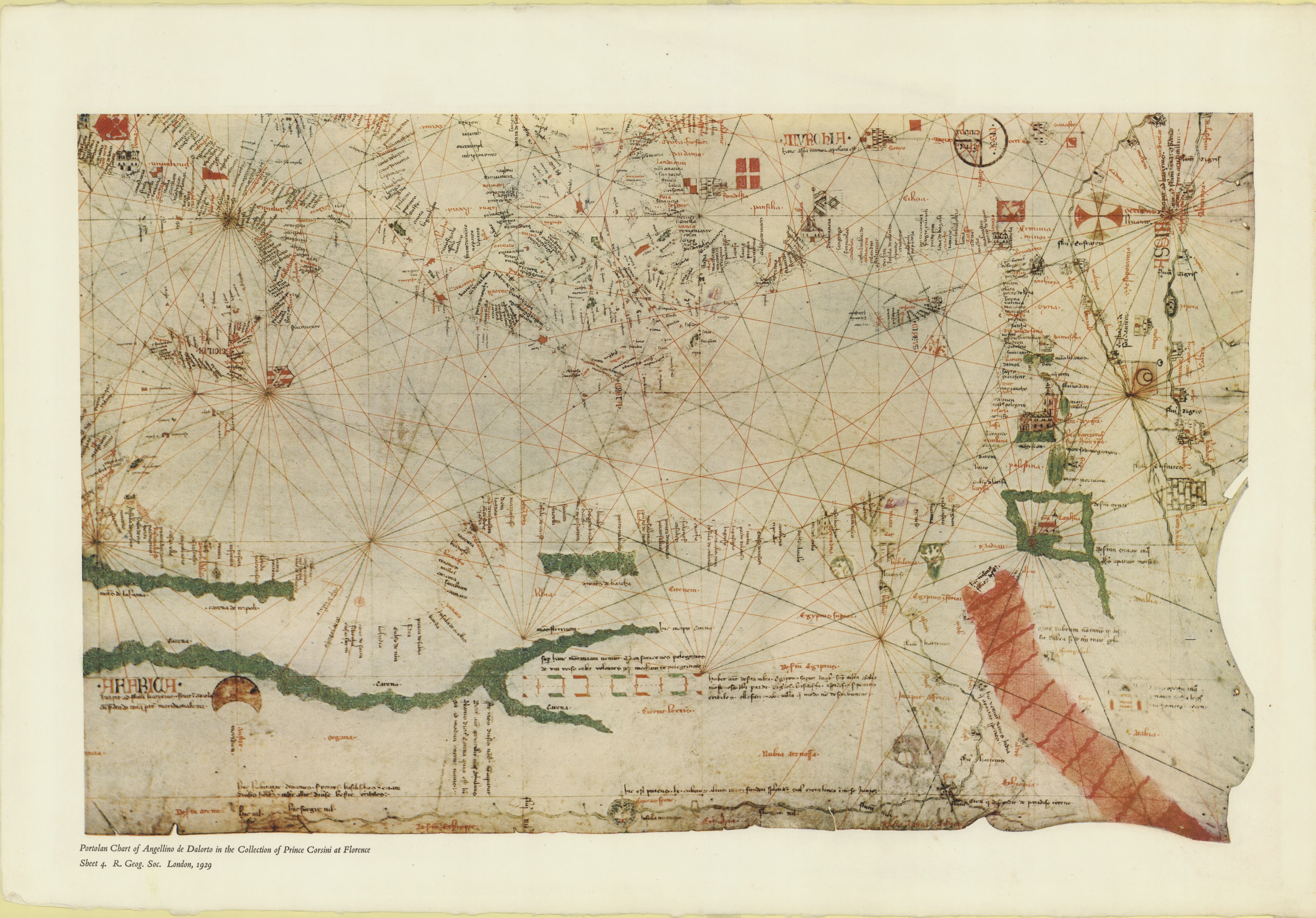
Portolan des Angelino Dalorto aus der Zeit um 1325/1330. Er zeigt den östlichen Mittelmeerraum.

Stattdessen versuchte er durch Verhandlungen den Fernhandel zu schützen, der zunehmend durch türkische und genuesische Piraten belastet wurde. So kam es zu Abkommen mit Byzanz und dem Kaiserreich Trapezunt, dem Königreich Kleinarmenien, Zypern, Sizilien und Tunesien. Die Atlantikroute wurde entwickelt, die venezianische Schiffe in jährlichen Konvois nunmehr nach Flandern und England brachte.
Auf dem italienischen Festland stand man der Expansionspolitik des Cangrande della Scala gegenüber, mit dem man jedoch gute Beziehungen unterhielt, wie ein Vertrag von 1317 erweist. Auch mit Bologna, Brescia, Como, Mailand und kleineren Kommunen kam es zu vertraglichen Abmachungen. In Dalmatien hingegen betrieb man eine Festigungspolitik, das heißt, Venedig unterstellte sich nach Zara weitere Kommunen, allen voran Sebenico, Spalato und Nona.

#### Innenpolitik: Seidenproduktion, Verschwörung der Barozzi
Venedigs Wirtschaft und Kunsthandwerk nahm einen Aufschwung, wozu wesentlich die aus Lucca immigrierten Seidenweber beitrugen. Im August 1321, kurz vor seinem Tod, besuchte Dante als Gesandter des Guido Novello da Polenta die Stadt und wurde ehrenvoll empfangen.
Während seiner letzten Herrschaftstage wurde eine neue Verschwörung mit aller Härte niedergeschlagen, die von einigen Angehörigen der Familie Barozzi angeführt wurde. Die Rädelsführer wurden hingerichtet.

#### Verwicklung der Soranzo in den Umsturzversuch von 1310
Die gewaltsamen Auseinandersetzungen im Jahr 1310 betrafen unmittelbar Soranzos Familie, denn sein Schwiegersohn Niccolò Querini war einer der Aufstandsführer gewesen. Dessen Ehefrau Soranza Soranzo war gemeinsam mit ihm in die Ägäis geflohen, wohl um auf Sifnos in Sicherheit zu sein; das Eigentum der Querini wurde, wie das aller Aufständischen, konfisziert.
Da Soranza an der Verschwörung nicht beteiligt war, wurde sie 1314 begnadigt. Nach ihrer Rückkehr wurde sie jedoch bis zu ihrem Tod im Kloster Santa Maria delle Vergini in eine Zelle eingesperrt. Ihre Familie durfte sie nur bei Nacht und in gedecktem Boot durch einen Seiteneingang des väterlichen Palastes besuchen, und dies nur zu seltenen Anlässen. Ihre mehr als 37 Anträge liegen für die Jahre zwischen 1315 und 1335 im Staatsarchiv und sind ediert. Ihr Mann starb um 1326, vielleicht auf Sifnos.
In der Innenpolitik, die während seiner gesamten Amtszeit noch vom Aufstand des Jahres 1310 geprägt blieb, hatte der Doge ansonsten nur wenig Spielraum. Er musste alle bis dahin durchgesetzten Beschlüsse der Ratsgremien anerkennen und bei ihrer Durchsetzung die Hand reichen. Auch seine Tochter Soranza blieb in ihrem Kloster eingesperrt.
Die Dogaressa setzte sich allerdings häufig über die promissio, die strengen Gesetze, auf die sich ein Doge bei Amtsantritt eidesstattlich verpflichten musste, hinweg.

## Testament (1321), Tod und Beerdigung im Markusdom (1328)
Aus seinem Testament, das der Doge am 8. August 1321 aufsetzen ließ, geht hervor, dass er mit Francesca da Molin verheiratet war, von der er drei Söhne und drei Töchter hatte (möglicherweise waren diese aber auch Kinder einer namentlich nicht überlieferten ersten Frau).
Giovanni Soranzo starb am 31. Dezember 1328. Er wurde im Markusdom begraben. Sein Grabmal existiert bis heute.

### Rechtsetzende Quellen
- Staatsarchiv Venedig: Cancelleria inferiore, Notai, busta 66, Atti Doto Andrea (Testament vom 8. August 1321).

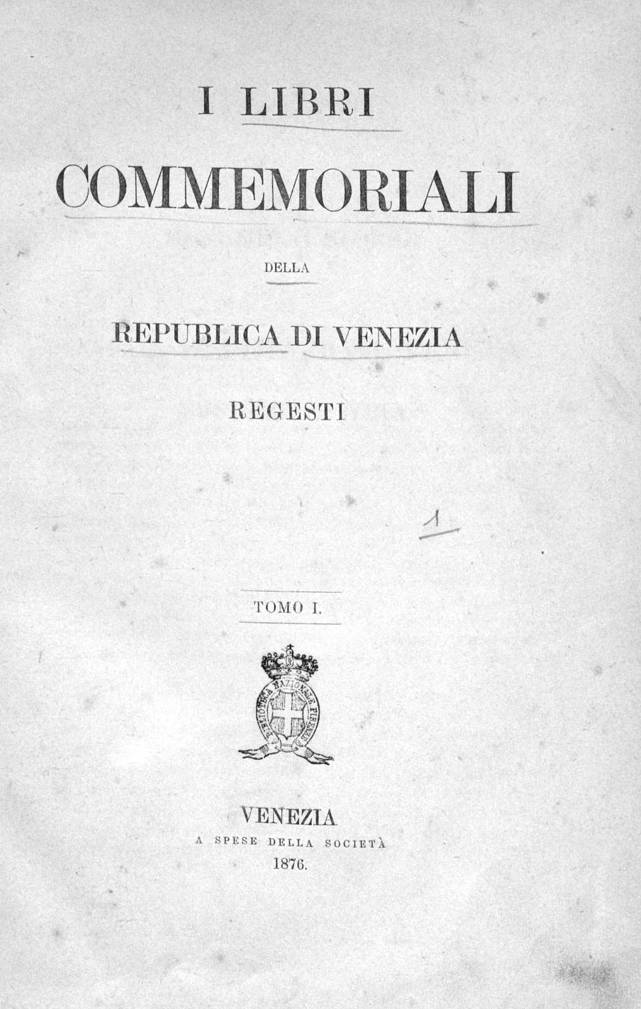
I libri commemoriali della Repubblica di Venezia. Regesti, Band 1, herausgegeben 1876

- Riccardo Predelli (Hrsg.): I Libri commemoriali della Repubblica di Venezia. Regesti, Bd. I, Venedig 1876, S. 27, 31, 42, 48, 90, 119, Bd. II, Venedig 1878, S. 25.
- Roberto Cessi (Hrsg.): Deliberazioni del Maggior Consiglio di Venezia, Bd. I, Bologna 1950, S. 272, 278, 282, 286, 293, 296, 319, 346, 350, 356.
- Roberto Cessi, Paolo Sambin (Hrsg.): Le deliberazioni del Consiglio dei Rogati (Senato), "Serie Mixtorum", Bd. I, Venedig 1960, S. 7, 419.
- Ferruccio Zago (Hrsg.): Consiglio dei dieci. Deliberazioni miste, Bd. II, Venedig 1968, S. 58.
- Maria Francesca Tiepolo (Hrsg.): Domenico prete di S. Maurizio notaio in Venezia, Venedig 1970, S. 186, 233.
- Sergio Perini (Hrsg.): Chioggia medievale. Documenti dal secolo XI al XV, Sottomarina 2006, II, S. 640, 654.
- Georg Martin Thomas: Diplomatarium Veneto-Levantinum sive Acta et Diplomata Res Venetas Graecas atque Levantis illustrantia, 2 Bde., Venedig 1880/1899, Nachdruck New York 1966, Bd. I, Venedig 1880, S. 31, 99, 101, 103, 105, 107–110, 119, 170 f., 176, 196, 204 f., 209.
- Pietro Kandler (Hrsg.): Codice diplomatico istriano, Triest 1862–1865, Bd. II, S. 720, 844 f., Bd. III, S. 950.
- Tadija Smičiklas (Hrsg.): Codex diplomaticus Regni Croatiae, Dalmatiae et Slavoniae, 18 Bde., Bd. VI, Zagreb 1908, S. 696, Bd. VIII, Zagreb 1910, S. 4, 10, 13, 17, 24, 32, 35, 44, 99, 101, 103, 108, 110, 120, 130, 313, 334, 346, 349, 352, 356, 361, 364, 373, 377, 385, 389 f., 393, 399, 406 f., 410, 414, 423, 430, 433, 436, 444, 447, 449 f., 486 f., 502, 515, 526, 538 f., 546, 548 f., 551, 555, 559, 564, 567 f., 570, 576–578, Bd. IX, Zagreb 1911, S. 2 f., 8, 11, 13 f., 18, 24, 29, 55, 59, 67, 70–75, 85, 90 f., 93, 104, 106 f., 111, 119, 124, 127 f., 130 f., 139, 141, 150, 168, 170, 182, 204, 210, 213–215, 219 f., 223, 237, 259, 262, 265, 267, 271, 273, 279, 288, 290, 308, 314, 319, 327–330, 333, 335, 344, 361, 363, 370, 376, 388, 394, 399, 408 f., 411 f., 423.

### Erzählende Quellen
- Ester Pastorello (Hrsg.): Andreae Danduli ducis Venetiarum Chronica brevis (=Rerum Italicarum scriptores XII,1), Nicola Zanichelli, Bologna 1938–1958, S. 371.
- Roberto Pesce (Hrsg.): Cronica di Venexia detta di Enrico Dandolo. Origini - 1362, Centro di Studi Medievali e Rinascimentali «Emmanuele Antonio Cicogna», Venedig 2010, S. 115–117.
- Roberto Cessi, Fanny Bennato (Hrsg.): Venetiarum historia vulgo Petro Iustiniano Iustiniani filio adiudicata, Venedig 1964, S. 201, 207, 212–215, 277, 279, 284, 286, 288, 300, 304, 340, 345.
- Marin Sanuto. Vitae ducum Venetorum, in: Lodovico Antonio Muratori, Rerum Italicarum Scriptores, XXII, Mailand 1733, Sp. 594, 596.
- Șerban V. Marin (Hrsg.): Gian Giacomo Caroldo. Istorii Veneţiene, Bd. II, De la alegerea dogelui Marino Morosini la moartea dogelui Bartolomeo Gradenigo (1249–1342) [Von der Wahl des Dogen Marino Morosini bis zum Tod des Dogen Bartolomeo Gradenigo (1249–1342)], Bukarest 2009, S. 88, 94, 99, 107, 109, 120, 130, 132, 135, 161, 167, 172 (vgl. Historie venete dal principio della città fino all’anno 1382).